# Zimbabwe na Universíada de Verão de 2021
O Zimbabwe participou da Universíada de Verão de 2021, que aconteceu em Chengdu, na China, entre 28 de julho e 8 de agosto de 2023.
A delegação teve cinco atletas — três masculinos e dois femininos —  em três modalidades olímpicas.

## Competidores
Estas foram as modalidades e atletas que disputaram a edição:
| Esporte   | Masculino | Feminino | Total |
| --------- | --------- | -------- | ----- |
| Atletismo | 1         | 1        | 2     |
| Natação   | 1         | 1        | 2     |
| Tênis     | 1         | 0        | 1     |
| Total     | 3         | 2        | 5     |

## Desempenho

### Atletismo
Masculino
Provas de pista
| Atleta        | Evento             | Primeira fase | Primeira fase | Semifinal   | Semifinal   | Final       | Final       | Ref.  |
| Atleta        | Evento             | Resultado     | Pos.          | Resultado   | Pos.        | Resultado   | Pos.        | Ref.  |
| ------------- | ------------------ | ------------- | ------------- | ----------- | ----------- | ----------- | ----------- | ----- |
| Busani Ndlovu | 400m com barreiras | DNS           | DNS           | Não avançou | Não avançou | Não avançou | Não avançou | [ 3 ] |

Feminino
Provas de campo
| Atleta      | Evento              | Primeira fase | Primeira fase | Semifinal   | Semifinal   | Final       | Final       | Ref.  |
| Atleta      | Evento              | Resultado     | Pos.          | Resultado   | Pos.        | Resultado   | Pos.        | Ref.  |
| ----------- | ------------------- | ------------- | ------------- | ----------- | ----------- | ----------- | ----------- | ----- |
| Wayne Nkomo | Lançamento de peso  | 12.03         | 14            | Não avançou | Não avançou | Não avançou | Não avançou | [ 4 ] |
| Wayne Nkomo | Lançamento de dardo | 38.27         | 22            | Não avançou | Não avançou | Não avançou | Não avançou | [ 5 ] |

### Natação
Masculino
| Atleta             | Evento      | Eliminatória | Eliminatória | Semifinal   | Semifinal   | Final       | Final       | Ref. |
| Atleta             | Evento      | Tempo        | Pos.         | Tempo       | Pos.        | Tempo       | Pos.        | Ref. |
| ------------------ | ----------- | ------------ | ------------ | ----------- | ----------- | ----------- | ----------- | ---- |
| Denilson Cyprianos | 50m costas  | 26.89        | 27           | Não avançou | Não avançou | Não avançou | Não avançou |      |
| Denilson Cyprianos | 100m costas | 57.76        | 28           | Não avançou | Não avançou | Não avançou | Não avançou |      |
| Denilson Cyprianos | 200m costas | 2:06.54      | 17           | Não avançou | Não avançou | Não avançou | Não avançou |      |

Feminino
| Atleta         | Evento        | Eliminatória | Eliminatória | Semifinal   | Semifinal   | Final       | Final       | Ref. |
| Atleta         | Evento        | Tempo        | Pos.         | Tempo       | Pos.        | Tempo       | Pos.        | Ref. |
| -------------- | ------------- | ------------ | ------------ | ----------- | ----------- | ----------- | ----------- | ---- |
| Nomvula Mjimba | 50m livre     | 28.37        | 33           | Não avançou | Não avançou | Não avançou | Não avançou |      |
| Nomvula Mjimba | 100m livre    | 1:01.79      | 39           | Não avançou | Não avançou | Não avançou | Não avançou |      |
| Nomvula Mjimba | 50m borboleta | 30.17        | 37           | Não avançou | Não avançou | Não avançou | Não avançou |      |

### Tênis
Masculino
| Atleta         | Evento  | Fase de 64             | Fase de 32                | Oitavas                | Quartas                | Semifinais             | Final / MB             | Pos.        | Ref.  |
| Atleta         | Evento  | Adversário e resultado | Adversário e resultado    | Adversário e resultado | Adversário e resultado | Adversário e resultado | Adversário e resultado | Pos.        | Ref.  |
| -------------- | ------- | ---------------------- | ------------------------- | ---------------------- | ---------------------- | ---------------------- | ---------------------- | ----------- | ----- |
| Henry Munengwa | Simples | UGA Mwisuke V 2–0      | POR de Amorim Rocha D 0–2 | Não avançou            | Não avançou            | Não avançou            | Não avançou            | Não avançou | [ 6 ] |

Legenda
| Recorde mundial      | Recorde mundial (World record)               |                       | Recorde africano                      | Recorde africano (African) |                                           | Q | Classificado por posição (Qualified) |
| Recorde olímpico     | Recorde olímpico (Olympic record)            | Recorde da América    | Recorde da América (Americas)         | q                          | Classificado por melhor tempo (Qualified) |   |                                      |
| Melhor marca do ano  | Melhor marca do ano (World leading)          | Recorde asiático      | Recorde asiático (Asian)              | DNS                        | Não largou (Did not start)                |   |                                      |
| Recorde nacional     | Recorde nacional (National record)           | Recorde europeu       | Recorde europeu (European)            | DNF                        | Não terminou (Did not finish)             |   |                                      |
| Recorde pessoal      | Recorde pessoal do atleta (Personal best)    | Recorde da Oceania    | Recorde da Oceania (Oceania)          | DSQ / DQ                   | Desclassificado (Disqualified)            |   |                                      |
| Recorde da temporada | Recorde da temporada do atleta (Season best) | Recorde sul-americano | Recorde sul-americano (South America) | NM                         | Sem marca (No mark)                       |   |                                      |